# Vitali Tajbert
Vitali Tajbert, född 25 maj 1982 i Michailovka, Kazakstan, är en tysk boxare som tog OS-brons i fjäderviktsboxning 2004 i Aten. Han tog silver i amatörboxnings-VM 2003 i Bangkok och EM-guld 2004 i Pula.